# Anton Maria Claret

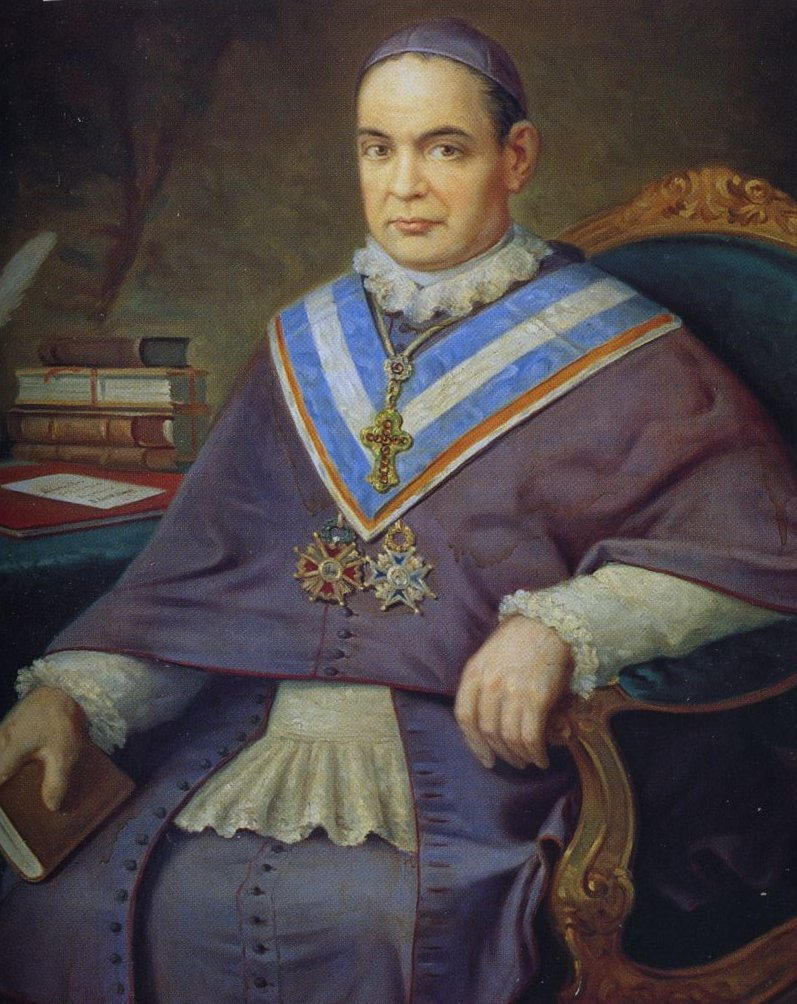
Anton Maria Claret

Anton Maria Claret (n. 23 decembrie 1807, Sallent, Catalonia, Spania – d. 24 octombrie 1870, Fontfroide Abbey⁠(d), Languedoc-Roussillon, Franța) a fost un episcop catolic din Spania, întemeietorul ordinului claretin, canonizat ca sfânt.